# Heinrich Brocke
Heinrich Brocke (* 3. Mai 1895 in Heven, Amt Heven-Herbede, Kreis Hattingen; † 3. Mai 1969 in Düsseldorf) war ein deutscher Landschaftsmaler der Düsseldorfer Schule.

## Leben
In den Jahren 1918 bis 1924 studierte Brocke Malerei an der Kunstakademie Düsseldorf. In Düsseldorf ließ er sich als Landschaftsmaler und Zeichenlehrer nieder. Dort hatte er ein Atelier an der Lichtstraße im Stadtteil Flingern. Er war Mitglied im Künstlerverein Malkasten.